# Constant Ndom
Pour les articles homonymes, voir Ndom (homonymie).
Constant Ndom était ministre de l'Agriculture de la république démocratique du Congo. Il a remplacé Paul Musafiri Nalwango à ce poste par le décret n°5/159 du 18 novembre 2005, portant Réaménagement du gouvernement de la transition.
Il n'apparaissait plus dans la liste du premier gouvernement de la IIIe République, publiée le 5 février 2007.
Il avait été précédemment ministre dans différents gouvernements et notamment ministre MLC de l’Enseignement primaire, secondaire et professionnel dans le gouvernement de transition.
Il apparaissait en octobre 2001 en tant que « MPR-fait privé » comme signataire du « Communiqué conjoint signé à Addis Abeba après les concertations entre l'opposition armée et l'opposition non armée pour l'hamonisation de vues concernant le Dialogue inter-congolais ».